# Franziska Jundt
Franziska Jundt (* 20. Oktober 1970 in Heidelberg) ist eine deutsche Hämatologin und Onkologin und Professorin an der Julius-Maximilians-Universität Würzburg.

## Leben
Franziska Jundt legte 1989 das Abitur am Kurfürst-Friedrich-Gymnasium in Heidelberg ab und nahm danach das Studium der Humanmedizin an der Ruprecht-Karls-Universität Heidelberg auf. Während des Studiums unternahm sie Auslandsaufenthalte in Birmingham, Boston, Catania und San Francisco und legte Teile des USMLE ab. 1996 schloss Jundt das Studium mit dem medizinischen Staatsexamen ab und wurde im selben Jahr beim Nobelpreisträger Harald zur Hausen zum Thema Transkriptionelle Regulation des humanen Papillomvirus Typ 18: Rolle des Transkriptionsfaktors YY1 promoviert.
Anschließend arbeitete Jundt als wissenschaftliche Mitarbeiterin in Berlin am Max-Delbrück-Centrum für Molekulare Medizin und als klinische Mitarbeiterin an der Charité, dabei war sie zwischenzeitlich als Post-Doc an der Technischen Universität München tätig. 2005 legte sie die Prüfung zur Fachärztin für Innere Medizin ab und wurde im selben Jahr zum Thema Molekulare Defekte in der Pathogenese maligner Lymphome und neue therapeutische Ansätze habilitiert. 2013 wurde sie zur Professorin an der Julius-Maximilians-Universität Würzburg ernannt und ist dort seit 2014 tätig. Jundt ist verheiratet und hat drei Kinder.

## Wirken
Den Mittelpunkt der Forschungen von Franziska Jundt bildet der Notch-Signalweg, ein Signaltransduktionsweg, durch den Zellen auf äußere Signale reagieren können. Sie befasst sich dabei mit der Frage, inwieweit dieser Signalweg Bedeutung für Lymphome und das Multiple Myelome hat und therapeutisch genutzt werden kann. Ihre Arbeit wurde unter anderem von der Deutschen Forschungsgemeinschaft, der Wilhelm-Sander-Stiftung und der Deutschen Krebshilfe gefördert. Jundt wurde für ihre Arbeit mit mehreren Preisen ausgezeichnet, darunter der Karl-Mussoff-Preis (2001) und der Rudolf-Virchow-Forschungspreis der Charité (2002).